# Minuskel 118
Minuskel 118 (in der Nummerierung von Gregory-Aland, ε 346 von Soden) ist eine griechische Minuskelhandschrift des Neuen Testaments auf Pergamentblättern. Mittels Paläographie wurde es auf das 13. Jahrhundert datiert.

## Beschreibung
Der Kodex enthält den vollständigen Text der vier Evangelien auf 256 Pergamentblättern (20,5 × 14,8 cm). Einige Textstellen wurden beschädigt und von späteren Bearbeitern ergänzt (Matt. 1:1–6:2; Lukas 13:15–14:20, 18:8–19:9, Johannes 16:25 bis Ende). Er enthält die Ammonischen Einteilungen, den Eusebischen Kanon, Synaxaria, Menologion und einige der Psalmen auf Papier.
Zurzeit wird er in der Bodleian Library (Auct. D. inf. 2.17) in Oxford aufbewahrt.
Es wurde sehr sorgsam von Griesbach zusammengestellt.
Der griechische Text des Kodex repräsentiert den Cäsareanischen Texttyp. Er gehört zur Textfamilie 1. Aland ordnete ihn in keine Kategorie der Handschriften für das Neue Testament ein.